# Дивногорськ
Дивного́рськ (рос. Дивногорск) — місто крайового підпорядкування в Красноярському краї Росії. У місті розташована Красноярська ГЕС.
Муніципальне утворення місто Дивногорськ включає в себе селища:
- с. Бахта
- с. Верхня Бірюса (0,11 тис. чол.)
- с. Ізвестковий
- с. Манський (0,14 тис. чол.)
- с. Овсянка (2,1 тис. чол.)
- с. Овсянка Перша
- с. Слизнєво (0,56 тис. чол.)
- с. Усть-Мана (1,05 тис. чол.)
- с. Хмельники

Населення 31,0 тис. чол. (2008).

## Географія
Місто розташовано на правому березі річки Єнісей, за 20 км до південного-заходу від Красноярська (40 км по автодорозі М54 «Єнісей»), за 6 км від гирла річки Мани у відрогах Східного Саяна.

## Відомі особистості
В поселенні народилась:
- Куцепалова Євгенія Володимирівна (нар. 1978) — російська та білоруська біатлоністка.